# Вишневский, Михаил (писатель)
Михаил (Михал) Вишневский (пол. Michał Wiszniewski; 27 сентября 1794, Фирлеев (ныне Ивано-Франковская область) — 22 декабря 1865, Ницца) — польский писатель и политический деятель.

## Биография
Был профессором сначала в Кременецком лицее, потом в Краковском университете. В 1846 году он принял участие в политических событиях в Краковской республике и даже несколько часов был диктатором, но затем должен был бежать в Италию, где занялся финансовыми предприятиями. Умер в 1865 году.

## Творчество
Все сочинения Вишевского отличаются оригинальностью и вполне научным характером. Из них относятся к философии: «Bakona metoda tłomaczema natury» (Краков, 1834), где проводится мысль о родстве теории Шеллинга с бэконовскими взглядами и помещены сведения о знаменитом польском алхимике Сендзивое; «Charaktery rozumów ludzkich» (1837 и 1862), сочинение, первоначально написанное по-английски под псевдонимом Whiteerosa: «Sketches and characters of the natural history of human intellect» (Лондон, 1860); «Myśli o ukształcenia człowieka przez samego siebie» (Варш., 1873). По истории литературы им написаны: «Pomniki historji i literatury polskiej» (Краков, 1835-36) и «Historja literatury polskiej» (1840—1857). Последнее сочинение особенно важно; оно, собственно говоря, представляет собою не историю литературы, а историю польской и польско-латинской письменности или, еще лучше, польского просвещения: здесь помещено описание всех литературных и ученых сочинений, которые появились с самого начала письменности до 1650 г. Здесь же мы находим историю отдельных наук в Польше и особенно интересные сведения по истории средневекового романа и новеллы в Польше. Сочинение Вишевского благодаря богатству подробностей более годится для справок, чем для чтения, но это, конечно, не умаляет его значения. Только первые 7 томов изданы самим автором, остальные же три — другими лицами по его материалам.